# Bradyzoit
Als Bradyzoit (von griech. bradys ‚langsam‘ und zoein ‚leben‘) bezeichnet man ein Entwicklungsstadium der Apicomplexa, welches sich sesshaft (sessil) in Gewebezysten befindet und sich langsam durch Teilungsvorgänge (Endodyogenie) vermehrt. Das sich schnell teilende motile Stadium nennt man Tachyzoit.